# Slowakische Badminton-Mannschaftsmeisterschaft 1999
Die Slowakische Badminton-Mannschaftsmeisterschaft 1999 war die sechste Auflage der Teamtitelkämpfe in der Slowakei. Meister wurde BC Prešov.

## Endstand
| Platz | Team                 | Spiele | G U V | Spielpunkte | Punkte |
| ----- | -------------------- | ------ | ----- | ----------- | ------ |
| 1.    | BC Prešov            | 10     | 8 2 0 | 62:18       | 18     |
| 2.    | Spoje Bratislava     | 10     | 7 2 1 | 53:27       | 16     |
| 3.    | Slávia TU Košice     | 10     | 5 2 3 | 46:34       | 12     |
| 4.    | Slávia ŽU Žilina     | 10     | 4 1 5 | 37:43       | 9      |
| 5.    | CEVA Trenčín A       | 10     | 5 1 4 | 46:34       | 11     |
| 6.    | TJ Lokomotíva Košice | 10     | 3 1 6 | 28:52       | 7      |
| 7.    | BENNI Nitra          | 10     | 2 2 6 | 31:49       | 6      |
| 8.    | CEVA Trenčín B       | 10     | 0 1 9 | 17:63       | 1      |